# NGC 6092
NGC 6092 ist ein aus zwei Sternen bestehender Asterismus im Sternbild Nördliche Krone (Rektaszension: 16:14:04.5; Deklination: +28:07:24). Er wurde am 11. Mai 1885 von Guillaume Bigourdan bei einer Beobachtung irrtümlich für eine Galaxie gehalten und erlangte so einen Eintrag in den Katalog.
SIMBAD verweist als einziger moderner Katalog unter NGC 6092 mit abweichender Position auf eine Galaxie PGC 57500.